# Liste der Nummer-eins-Hits in Norwegen (2009)
|        | Nummer-eins-Singles 2009   |                            |                            |        |
| < 2008 | in den norwegischen Charts | in den norwegischen Charts | in den norwegischen Charts | 2010 > |

| Datum Wochen           | Datum Wochen           | Titel / Interpret Autor                                                               | Information | Information |
| ---------------------- | ---------------------- | ------------------------------------------------------------------------------------- | --- | --- |
| 51/2008 3 Wochen (+4)  | 51/2008 3 Wochen (+4)  | If I Were a Boy Beyoncé Toby Gad, BC Jean                                             | erster Nummer-eins-Hit von Beyoncé | erster Nummer-eins-Hit von Beyoncé |
| 2/2009 1 Woche         | 2/2009 1 Woche         | Hot n Cold Katy Perry Max Martin, Lukasz Gottwald, Katy Perry                         | zweiter Nummer-eins-Hit in Folge für Katy Perry | zweiter Nummer-eins-Hit in Folge für Katy Perry |
| 3/2009 5 Wochen        | 3/2009 5 Wochen        | Poker Face Lady Gaga Nadir Khayat, Lady Gaga                                          | erste Nummer-eins-Single von Lady Gaga 3-fach-Platin | erste Nummer-eins-Single von Lady Gaga 3-fach-Platin |
| 8/2009 8 Wochen (+2)   | 8/2009 8 Wochen (+2)   | Fairytale Alexander Rybak                                                             | norwegischer Teilnehmer und späterer Sieger des Eurovision Song Contest 2009 Gold | norwegischer Teilnehmer und späterer Sieger des Eurovision Song Contest 2009 Gold |
| 16/2009 2 Wochen       | 16/2009 2 Wochen       | With or Without You Espen Lind, Kurt Nilsen, Alejandro Fuentes og Askil Holm U2       | zweiter Nummer-eins-Hit des norwegischen Sänger-Quartetts, zum zweiten Mal mit einer Cover-Version | zweiter Nummer-eins-Hit des norwegischen Sänger-Quartetts, zum zweiten Mal mit einer Cover-Version |
| 18/2009 1 Woche        | 18/2009 1 Woche        | Halo Beyoncé Ryan Tedder, Evan Bogart, Beyoncé Knowles                                | zweite Nummer-eins-Single in Folge für Beyoncé | zweite Nummer-eins-Single in Folge für Beyoncé |
| 19/2009 2 Wochen (+3)  | 19/2009 2 Wochen (+3)  | Lonesome Traveler Paperboys Øyvind Sauvik, Ole Aleksander Halstensgård, Anders Møller | die Paperboys hatten zuvor schon mehrere Top-Ten-Singles, nachdem Sauvik das Lied in einem Städtewettkampf mit einer Gruppe von Leuten aus Kolbotn inszeniert hatte, wurde es der erste Nummer-eins-Hit des norwegischen Hip-Hop-Duos | die Paperboys hatten zuvor schon mehrere Top-Ten-Singles, nachdem Sauvik das Lied in einem Städtewettkampf mit einer Gruppe von Leuten aus Kolbotn inszeniert hatte, wurde es der erste Nummer-eins-Hit des norwegischen Hip-Hop-Duos |
| 21/2009 2 Wochen (+8)  | 21/2009 2 Wochen (+8)  | Fairytale Alexander Rybak                                                             | Rückkehr auf Platz 1 nach dem ESC-Sieg | Rückkehr auf Platz 1 nach dem ESC-Sieg |
| 23/2009 1 Woche        | 23/2009 1 Woche        | Funny Little World Alexander Rybak                                                    | zweiter Nummer-eins-Hit in Folge | zweiter Nummer-eins-Hit in Folge |
| 24/2009 3 Wochen (+2)  | 24/2009 3 Wochen (+2)  | Lonesome Traveler Paperboys Øyvind Sauvik, Ole Aleksander Halstensgård, Anders Møller | − | − |
| 27/2009 12 Wochen (+1) | 27/2009 12 Wochen (+1) | Ambitions Donkeyboy Cato Sundberg, Kent Sundberg, Simen Eriksrud, Simone Larsen       | Debütsingle der norwegischen Popband, Hit des Jahres in Norwegen 7-fach-Platin | Debütsingle der norwegischen Popband, Hit des Jahres in Norwegen 7-fach-Platin |
| 39/2009 3 Wochen (+5)  | 39/2009 3 Wochen (+5)  | Sometimes Donkeyboy Cato Sundberg, Kent Sundberg, Simen Eriksrud                      | zweite Nummer-eins-Single in Folge 3-fach-Platin | zweite Nummer-eins-Single in Folge 3-fach-Platin |
| 42/2010 1 Woche        | 42/2010 1 Woche        | Töntarna Kent Joakim Berg, Martin Sköld                                               | zweiter Nummer-eins-Hit der schwedischen Rockband | zweiter Nummer-eins-Hit der schwedischen Rockband |
| 43/2009 1 Woche (+12)  | 43/2009 1 Woche (+12)  | Ambitions Donkeyboy Cato Sundberg, Kent Sundberg, Simen Eriksrud, Simone Larsen       | − | − |
| 44/2009 3 Wochen (+5)  | 44/2009 3 Wochen (+5)  | Sometimes Donkeyboy Cato Sundberg, Kent Sundberg, Simen Eriksrud                      | − | − |
| 47/2009 1 Woche (+2)   | 47/2009 1 Woche (+2)   | Russian Roulette Rihanna Shaffer Smith, Charles T. Harmon                             | zweiter Nummer-eins-Hit der barbadischen Sängerin | zweiter Nummer-eins-Hit der barbadischen Sängerin |
| 48/2009 2 Wochen (+6)  | 48/2009 2 Wochen (+6)  | Sometimes Donkeyboy Cato Sundberg, Kent Sundberg, Simen Eriksrud                      | − | − |
| 50/2009 3 Wochen       | 50/2009 3 Wochen       | Rom for alle Maria Solheim & Hans-Erik Dyvik Husby Maria Solheim                      | weihnachtliche Benefizsingle für die Kirkens Bymisjon | weihnachtliche Benefizsingle für die Kirkens Bymisjon |
| 53/2009 1 Woche        | 53/2009 1 Woche        | Diamanten Chand Torsvik                                                               | Sieger der ersten norwegischen Staffel von The X Factor | Sieger der ersten norwegischen Staffel von The X Factor |

| < 2008 |  |  |  | 2010 > |

|  |

|        | Nummer-eins-Alben 2009     |                            |                            |        |
| < 2008 | in den norwegischen Charts | in den norwegischen Charts | in den norwegischen Charts | 2010 > |

| Datum Wochen          | Datum Wochen          | Titel / Interpret                                                                   | Information | Information |
| --------------------- | --------------------- | ----------------------------------------------------------------------------------- | --- | --- |
| 50/2008 4 Wochen      | 50/2008 4 Wochen      | The Priests                                                                         | Debütalbum der singenden Priester aus Nordirland | Debütalbum der singenden Priester aus Nordirland |
| 2/2009 1 Woche (+1)   | 2/2009 1 Woche (+1)   | Day & Age The Killers                                                               | nach der Single Human schafft auch das Album den Sprung auf Platz 1, das erste Nummer-eins-Album der US-Rockband in Norwegen                                                           | nach der Single Human schafft auch das Album den Sprung auf Platz 1, das erste Nummer-eins-Album der US-Rockband in Norwegen                                                           |
| 3/2009 1 Woche        | 3/2009 1 Woche        | The Promise Il Divo                                                                 | zum zweiten Mal eine Klassik-Gesangsgruppe in diesem Jahr auf Platz 1, im vierten Anlauf schafft es das Quartett erstmals an die Spitze, nachdem zwei Vorgängeralben auf Platz 2 kamen | zum zweiten Mal eine Klassik-Gesangsgruppe in diesem Jahr auf Platz 1, im vierten Anlauf schafft es das Quartett erstmals an die Spitze, nachdem zwei Vorgängeralben auf Platz 2 kamen |
| 4/2009 1 Woche        | 4/2009 1 Woche        | Dansbandskampen 2008 Diverse artister                                               | Sampler zur ersten Ausgabe des Dansband-Wettbewerbs des schwedischen Fernsehens | Sampler zur ersten Ausgabe des Dansband-Wettbewerbs des schwedischen Fernsehens |
| 5/2009 1 Woche        | 5/2009 1 Woche        | Ly Kari Bremnes                                                                     | erstes Nummer-eins-Album der seit 1991 in den Charts vertretenen norwegischen Liedermacherin                                                                                           | erstes Nummer-eins-Album der seit 1991 in den Charts vertretenen norwegischen Liedermacherin                                                                                           |
| 6/2009 5 Wochen       | 6/2009 5 Wochen       | Working on a Dream Bruce Springsteen                                                | neuntes Album auf Platz 1 für den Boss | neuntes Album auf Platz 1 für den Boss |
| 11/2009 1 Woche       | 11/2009 1 Woche       | No Line on the Horizon U2                                                           | viertes Studioalbum in Folge, fünftes insgesamt an der Chartspitze für die irischen Rocker                                                                                             | viertes Studioalbum in Folge, fünftes insgesamt an der Chartspitze für die irischen Rocker                                                                                             |
| 12/2009 2 Wochen (+1) | 12/2009 2 Wochen (+1) | Edendale BigBang                                                                    | viertes Nummer-eins-Studioalbum nacheinander von der norwegischen Rockband | viertes Nummer-eins-Studioalbum nacheinander von der norwegischen Rockband |
| 14/2009 1 Woche       | 14/2009 1 Woche       | Junior Röyksopp                                                                     | viertes Album auf Platz 1 des international erfolgreichen norwegischen Electronic-Duos                                                                                                 | viertes Album auf Platz 1 des international erfolgreichen norwegischen Electronic-Duos                                                                                                 |
| 15/2009 1 Woche (+2)  | 15/2009 1 Woche (+2)  | Edendale BigBang                                                                    | − | − |
| 16/2009 1 Woche       | 16/2009 1 Woche       | Fork in the Road Neil Young                                                         | zweites Nummer-eins-Album des Kanadiers nach über 37 Jahren, 32. Chartalbum in Norwegen                                                                                                | zweites Nummer-eins-Album des Kanadiers nach über 37 Jahren, 32. Chartalbum in Norwegen                                                                                                |
| 17/2009 2 Wochen (+1) | 17/2009 2 Wochen (+1) | De aller beste Eriksen                                                              | das norwegische Country-Blues-Geschwisterpaar war in den 1990ern mit vier Alben erfolgreich und erreichte mit diesem späten Best-of erstmals die Chartspitze                           | das norwegische Country-Blues-Geschwisterpaar war in den 1990ern mit vier Alben erfolgreich und erreichte mit diesem späten Best-of erstmals die Chartspitze                           |
| 19/2009 1 Woche       | 19/2009 1 Woche       | Våre demoner Kaizers Orchestra                                                      | seit 2001 brachte die norwegische Rockband jedes ihrer fünf Studioalben auf Platz 1 | seit 2001 brachte die norwegische Rockband jedes ihrer fünf Studioalben auf Platz 1 |
| 20/2009 1 Woche (+2)  | 20/2009 1 Woche (+2)  | De aller beste Eriksen                                                              | − | − |
| 21/2009 1 Woche       | 21/2009 1 Woche       | 21st Century Breakdown Green Day                                                    | zweites Nummer-eins-Album der US-Punk-Rocker Gold | zweites Nummer-eins-Album der US-Punk-Rocker Gold |
| 22/2009 1 Woche       | 22/2009 1 Woche       | Relapse Eminem                                                                      | zweites Nummer-eins-Album des US-Rappers | zweites Nummer-eins-Album des US-Rappers |
| 23/2009 2 Wochen      | 23/2009 2 Wochen      | Fairytales Alexander Rybak                                                          | Debütalbum des norwegischen Eurovision-Song-Contest-Siegers 2009 | Debütalbum des norwegischen Eurovision-Song-Contest-Siegers 2009 |
| 25/2009 1 Woche (+13) | 25/2009 1 Woche (+13) | Hallelujah - live Espen Lind, Kurt Nilsen, Alejandro Fuentes og Askil Holm          | Wiedereinstieg des Livealbums von der gemeinsamen Tour der vier norwegischen Gitarrenmusiker aus dem Jahr 2006                                                                         | Wiedereinstieg des Livealbums von der gemeinsamen Tour der vier norwegischen Gitarrenmusiker aus dem Jahr 2006                                                                         |
| 26/2009 4 Wochen      | 26/2009 4 Wochen      | Hallelujah - live - Vol. 2 Espen Lind, Kurt Nilsen, Alejandro Fuentes og Askil Holm | Mitschnitt von der zweiten gemeinsamen Tour der vier Musiker drei Jahre nach dem großen Debüterfolg Doppel-Platin                                                                      | Mitschnitt von der zweiten gemeinsamen Tour der vier Musiker drei Jahre nach dem großen Debüterfolg Doppel-Platin                                                                      |
| 30/2009 3 Wochen      | 30/2009 3 Wochen      | The Motown Years Michael Jackson & the Jackson Five                                 | 3-fach-CD mit 50 Hits aus den frühen Jahren der Karriere von Michael Jackson, der im Juni 2009 gestorben ist, posthum war er damit zum sechsten Mal auf Platz 1                        | 3-fach-CD mit 50 Hits aus den frühen Jahren der Karriere von Michael Jackson, der im Juni 2009 gestorben ist, posthum war er damit zum sechsten Mal auf Platz 1                        |
| 33/2009 4 Wochen      | 33/2009 4 Wochen      | Norwegian Favorites Alan Jackson                                                    | Hommage des US-Country-Stars an seine norwegischen Fans, die ihm zuvor bereits fünf Top-11-Alben beschert hatten, erstmals auf Platz 1                                                 | Hommage des US-Country-Stars an seine norwegischen Fans, die ihm zuvor bereits fünf Top-11-Alben beschert hatten, erstmals auf Platz 1                                                 |
| 37/2009 1 Woche       | 37/2009 1 Woche       | Blue Ridge Rangers Rides Again John Fogerty                                         | zweites Nummer-eins-Album nach Centerfield 1985 | zweites Nummer-eins-Album nach Centerfield 1985 |
| 38/2009 1 Woche       | 38/2009 1 Woche       | Melodi Grand Prix Junior 2009 Diverse artister                                      | Teilnehmerlieder des norwegischen Vorentscheids für den MGP Nordic, drittes Nummer-eins-Album der seit 2002 bestehenden Serie                                                          | Teilnehmerlieder des norwegischen Vorentscheids für den MGP Nordic, drittes Nummer-eins-Album der seit 2002 bestehenden Serie                                                          |
| 39/2009 1 Woche       | 39/2009 1 Woche       | The Resistance Muse                                                                 | erstes Nummer-eins-Album der britischen Rockband Gold | erstes Nummer-eins-Album der britischen Rockband Gold |
| 40/2009 1 Woche       | 40/2009 1 Woche       | Get Lucky Mark Knopfler                                                             | fünftes Nummer-eins-Album des schottischen Gitarristen | fünftes Nummer-eins-Album des schottischen Gitarristen |
| 41/2009 3 Wochen      | 41/2009 3 Wochen      | Moon Landing Sivert Høyem                                                           | zweites Nummer-eins-Album in Folge für den Ex-Madrugada-Sänger, das erste nach dem Bandende Doppel-Platin                                                                              | zweites Nummer-eins-Album in Folge für den Ex-Madrugada-Sänger, das erste nach dem Bandende Doppel-Platin                                                                              |
| 44/2009 3 Wochen (+1) | 44/2009 3 Wochen (+1) | Caught in a Life Donkeyboy                                                          | Debütalbum der Newcomer des Jahres, erfolgreichstes Album des Jahres 3-fach-Platin | Debütalbum der Newcomer des Jahres, erfolgreichstes Album des Jahres 3-fach-Platin |
| 47/2009 1 Woche       | 47/2009 1 Woche       | Tidsmaskin Dum Dum Boys                                                             | drittes Nummer-eins-Album in Folge, sechstes insgesamt für die norwegische Rockband | drittes Nummer-eins-Album in Folge, sechstes insgesamt für die norwegische Rockband |
| 48/2009 6 Wochen      | 48/2009 6 Wochen      | Strålande Jul Sissel og Odd                                                         | Duett-Weihnachtsalbum, drittes Mal ein Platz 1 für die norwegische Sängerin Sissel, zweites Mal für Odd Nordstoga                                                                      | Duett-Weihnachtsalbum, drittes Mal ein Platz 1 für die norwegische Sängerin Sissel, zweites Mal für Odd Nordstoga                                                                      |

| < 2008 |  |  |  | 2010 > |
|        |  |  |  |        |